# Olteni, Ilfov
Olteni este un sat în comuna Clinceni din județul Ilfov, Muntenia, România.